# Ernest Psichari

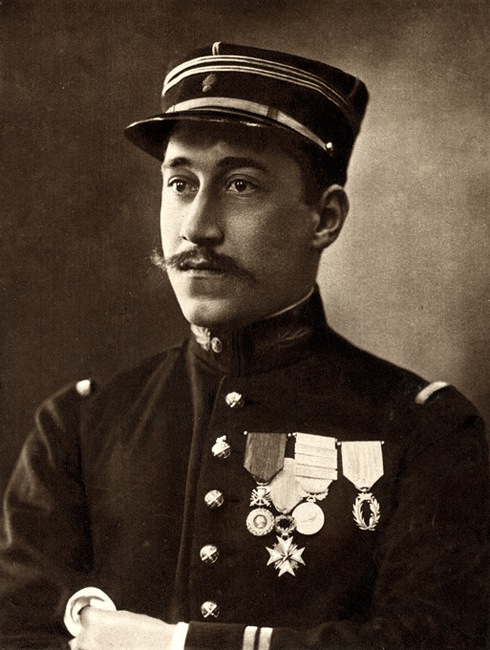
Ernest Psichari

Ernest Psichari (* 27. September 1883 in Paris; † 22. August 1914 gefallen bei Rossignol in Belgien) war ein französischer Schriftsteller und Soldat mit katholisch-nationalistischer Gesinnung. Er war der Sohn des griechischen Sprachwissenschaftlers und Dichters Ioannis Psycharis. Mit Charles Péguy war er freundschaftlich verbunden.
Psichari nahm als junger Offizier an den Kämpfen im Kongo teil und trat nach seiner Rückkehr nach Frankreich zum katholischen Glauben über. Er fiel im Ersten Weltkrieg, fünf Wochen vor seinem 31. Geburtstag am 22. August 1914 bei Rossignol.
Sein Werk Le Voyage du centurion (deutsch unter dem Titel Der Wüstenritt des Hauptmanns) ist ein autobiografischer Roman.

## Werke
Einzelausgaben
- La promenade dans l'été. C. Noblet, Paris 1902.
- Terres de soleil et de sommeil. Lambert, Paris 1946 (Nachdr. d. Ausg. Paris 1908).
- L'appel des armes. Conard, Paris 1947 (Nachdr. d. Ausg. Paris 1913).
- Le Voyage du centurion. Les voix qui crient dans le désert. Éditions d'Aujiurd'hui, Paris 1984, ISBN 2-7307-0237-7 (EA Paris 1913; Vorwort von Paul Bourget).
  - Deutsche Übersetzung: Der Wüstenritt des Hauptmanns. Herder, Freiburg/B. 1937 (übersetzt durch Gustav Dieringer).
- Les voix qui crient dans le désert. Souvenirs d'Afrique. L. Conard, Paris 1937 (Vorwort von Charles Mangin).
- Carnets de route. Conard, Paris 1948.

Werkausgabe
- Œuvres complètes. Conard, Paris 1946/48 (3 Bde.).